# Saint-Pierre-d'Argençon
Saint-Pierre-d'Argençon là một xã của tỉnh Hautes-Alpes, thuộc vùng Provence-Alpes-Côte d’Azur, đông nam nước Pháp.